# Бальме, Яков Васильевич
Я́ков Васи́льевич Ба́льме (22 марта (3 апреля) 1873 — не ранее 1945) — русский офицер, полковник (1916), герой Первой мировой войны, Георгиевский кавалер; в 1918—1920 годах — полковник украинской армии.

## Биография
Из дворян Полтавской губернии. Православного вероисповедания. Общее образование — домашнее.
10 августа 1891 года, выдержав испытание по наукам, вступил в военную службу в Киеве, в 130-й пехотный Херсонский полк рядовым на правах вольноопределяющегося 2-го разряда. В августе 1892 года произведен в унтер-офицеры. В 1895 году командирован на учёбу в Чугуевское пехотное юнкерское училища, по окончании которого (по 2-му разряду) был удостоен звания подпрапорщика и 25.07.1897 назначен на службу в 74-й пехотный Ставропольский полк, расквартированный в Каменец-Подольском, Подольской губернии. 21.03.1898 произведен в подпоручики.
За выслугу лет, в мае 1902 года был произведен в поручики, затем, в октябре 1906 года, — в штабс-капитаны, в феврале 1914 года — в капитаны. Командовал ротой.
Участник Первой мировой войны с 23.07.1914 в составе своего полка (19-я пехотная дивизия, 12-й армейский корпус, 8-я армия). Воевал на Юго-Западном фронте, командовал батальоном, участвовал в Галицийской битве, в наступлении в Карпатах, в оборонительных боях 1915 года. В сентябре 1915 года за отличия в делах против неприятеля был произведен в подполковники.
В феврале 1916 года был командирован (с назначением командиром 3-го батальона) в формируемый третьеочередной 449-й пехотный Харьковский полк 113-й пехотной дивизии (полк затем действовал в Восточной Галиции, участвовал в летнем наступлении 1916 года).
В июне 1916 года произведен в полковники. 14.08.1916 был ранен в бою, эвакуирован на лечение в Черкассы, в 147-й запасный госпиталь. По возвращении в полк назначен помощником командира полка.
В апреле 1917 года назначен командиром 449-го пехотного Харьковского полка.
После Октябрьской революции 1917 года и подписания Брестского мира был уволен из «старой» Русской армии и прибыл на Украину, к семье.
С августа 1918 года — командир батальона кадрированного 10-го пехотного Липовецкого полка армии Украинской державы, с октября 1918 года — помощник командира того же полка. После ликвидации Гетманата продолжил службу в украинской республиканской армии под командованием Главного атамана Петлюры. С июня 1919 года — старший помощник командира 2-го пехотного Брестского полка 1-й пехотной Северной дивизии действующей армии УНР, участник Польско-украинской войны.
14 сентября 1919 года заболел тифом, лечился в Виннице, где в середине ноября 1919 года был арестован белогвардейцами, захватившими город, и перемещён в Одессу. В декабре 1919 года стал на защиту Одессы от наступавшей Красной армии РСФСР, записавшись добровольцем рядового звания в 48-й пехотный Одесский полк ВСЮР. В конце января 1920 года, после захвата  Красной армией Одессы, Яков Васильевич Бальме, в составе остатков белогвардейских формирований и беженцев, отошёл в Бессарабию, оккупированную румынскими войсками, затем был перемещён на Западную Украину, оккупированную польскими войсками, и определён в лагерь для интернированных военных армии УНР.
Участник Советско-польской войны. В мае 1920 года был зачислен в офицерскую роту штаба Тыла армии УНР (2-го формирования), воевавшей на стороне поляков. В ноябре 1920 года, после прекращения боевых действий, был повторно интернирован в польских лагерях.
В 1920-х — 1930-х годах жил в эмиграции в Польше.
В 1945 году, после освобождения Красной армией Польши, Яков Васильевич Бальме выехал в СССР.
 Дальнейшая его судьба не известна.

## Награды
- Орден Святого Станислава 3-й степени (06.12.1909; ВП от 28.02.1910)
- Медаль «В память 300-летия царствования Дома Романовых» (1913)
- Орден Святой Анны 3-й степени (06.12.1913; ВП от 08.04.1914)
- Орден Святого Станислава 2-й степени с мечами (ВП от 04.03.1915, стр. 23)
- Орден Святой Анны 2-й степени с мечами (ВП от 04.03.1915, стр. 20)
- Орден Святого Владимира 4-й степени с мечами и бантом (ВП от 08.06.1915)
- Мечи и бант к имеющемуся ордену Святого Станислава 3-й степени утв. ВП от 10.07.1915)[9]
- Орден Святой Анны 4-й степени с надписью «За храбрость» (утв. ВП от 18.11.1915)[10]
- Высочайшее благоволение (ВП от 02.12.1915, стр. 24), — …за отличия в делах против неприятеля.
- Высочайшее благоволение (ВП от 08.12.1915, стр. 26), — …за отличия в делах против неприятеля.
- Георгиевское оружие (23.05.1916; утв. ПАФ от 19.03.1917), — …за то, что, будучи в чине подполковника, в бою 19-го декабря 1915 года, при штурме укреплённой неприятельской позиции у фольв. Буч (восточнее с. Раранче), командуя батальоном, находившимся в резерве, получив приказание поддержать потеснённые части дивизии, не взирая на сильный артиллерийский, ружейный и пулемётный огонь противника, повёл батальон вперёд, увлекая за собой пришедших в замешательство, атаковал наседавшего противника, захватив при этом около 120 пленных и один пулемёт, восстановил утраченное положение, чем и способствовал успеху дела.[11]
- Мечи и бант к имеющемуся ордену Святой Анны 3-й степени (утв. ВП от 02.08.1916)
  - Орден Святого Владимира 3-й степени с мечами (11.08.1916 был представлен к награждению)[12]

## Семья
На 1916 год, Яков Васильевич Бальме был женат на уроженке Киевской губернии православного вероисповедания, дочери отставного штабс-ротмистра Львова, Анастасии Михайловне. Супруги имели семерых детей — шестерых сыновей (1902, 1903, 1905, 1907, 1909, 1914 годов рождения) и дочь (1911 года рождения).
- Сын — Бальме Василий Яковлевич, 1905 года рождения. Родился в Каменец-Подольском, окончил кадетский корпус. В 1933 году, как сын петлюровского офицера, был выслан в посёлок Ольховка Артемовского района Красноярского края; спецпереселенец. Работал счетоводом в строительном цехе рудника. 21.11.1937 был арестован по делу Креминского Е.М. (в числе 69 человек), содержался в Минусинской тюрьме. Обвинялся в участии в контрреволюционной организации. 05.12.1937 осуждён на 10 лет исправительно-трудовых лагерей. 
В 1956 году реабилитирован.